# George Crumb
George Crumb (24. října 1929, Charleston, Západní Virginie, USA – 6. února 2022, Media, Pensylvánie) byl americký hudební skladatel, nositel Pulitzerovy ceny pro skladbu Echoes of Time and the River (1958).
Narodil se ve městě Charleston v Západní Virginii. Studoval hudbu na Michiganské univerzitě. V roce 1965 začal přednášet na Pensylvánské univerzitě. Mezi jeho významná díla patří skladba Ancient Voices of Children. V roce 2001 dostal cenu Grammy.

## Styl
Crumb byl typickým americkým skladatelem 2. poloviny 20. století (podobně jak například John Cage). Vycházel z evropské hudební avantgardy a v prostředí amerických univerzit ji přetvářel v osobitý styl. Přes techniky tzv. Druhé vídeňské školy a multiserialitu směřoval Crumb k stylové pluralitě postmoderny a k umění nové citovosti. Ušlechtilost, zaumnost, ba jistá eklektičnost Crumbových partitur byla spojena s vysoce intelektuálním, někdy i kosmogonickým či psychedelickým vyzněním kompozic, mezi nimiž nejvýraznější místo zaujímají mnohé komorní skladby na texty F. G. Lorcy. Fantastkní zvukovost Crumbových partitur využívající pravidelně mikrotonalitu a nestandardní způsoby zpěvu a hry na nástroje, byla podpořena jeho kaligraficky vyvedenými partiturami, které graficky vycházely z gotické hudby Ars nova, zejména z Codexu Chantilly. Tyto partitury začasté ruší obecně zažité představy o podobě hudebního zápisu a blíží se buď umění grafických partitur anebo ještě spíš samostatné umělecké složce, při které je konečný význam hudebního díla násoben i jeho grafickou podobou.